# مطار ميدواي الدولي
مطار شيكاغو ميدواي الدولي (إياتا: MDW, إيكاو: KMDW, رمز الموقع لإدارة الطيران الفيدرالية: MDW)، ويُشار إليه عادةً باسم مطار ميدواي، شيكاغو ميدواي، أو ببساطة ميدواي، وهو مطار تجاري رئيسي في الجانب الجنوبي الغربي من شيكاغو، إلينوي، يقع على بعد حوالي 12 ميلاً (19) km) من منطقة الأعمال لوب.

## نبذة
أنشأ في عام 1927، وكان ميدواي مطار رئيسي في شيكاغو حتى افتتاح مطار أوهير الدولي في عام 1955. اليوم، يعد ميدواي واحدًا من أكثر المطارات ازدحامًا في البلاد، وثاني أكثر المطارات ازدحامًا في منطقة شيكاغو الحضرية وولاية إلينوي، وخدم 20844860 مسافرًا في عام 2019.
ميدواي هي قاعدة لشركة ساوثويست إيرلاينز،  والتي تنقل أكثر من 95٪ من الركاب في المطار. والاسم الحالي للمطار هو تكريما لمعركة ميدواي. وأخذت شركة خطوط ميدواي الجوية التي تم حلها الآن، اسمها من المطار. ويقع المطار على مساحة ميل مربع يحده شارعي 55 و 63 والمنطقة الوسطة وشارع سيسرو. وقد تم الانتهاء من مجمع المحطة الحالي في عام 2001. ومحطة جسور جادة سيسيرو تحتوي على 43 بوابة مع مرافق للمسافرين الدوليين. ويمتد طريق ستيفنسون السريع (I-55) بجوار المطار، متجهًا شمال شرقًا إلى وسط مدينة شيكاغو والجنوب الغربي إلى ضواحي مختلفة. ويوفر الخط البرتقالي للنقل السريع CTA العبور إلى وسط مدينة شيكاغو حيث يتصل بمترو الأنفاق / خطوط النقل السريعة المرتفعة الأخرى.

## تاريخ

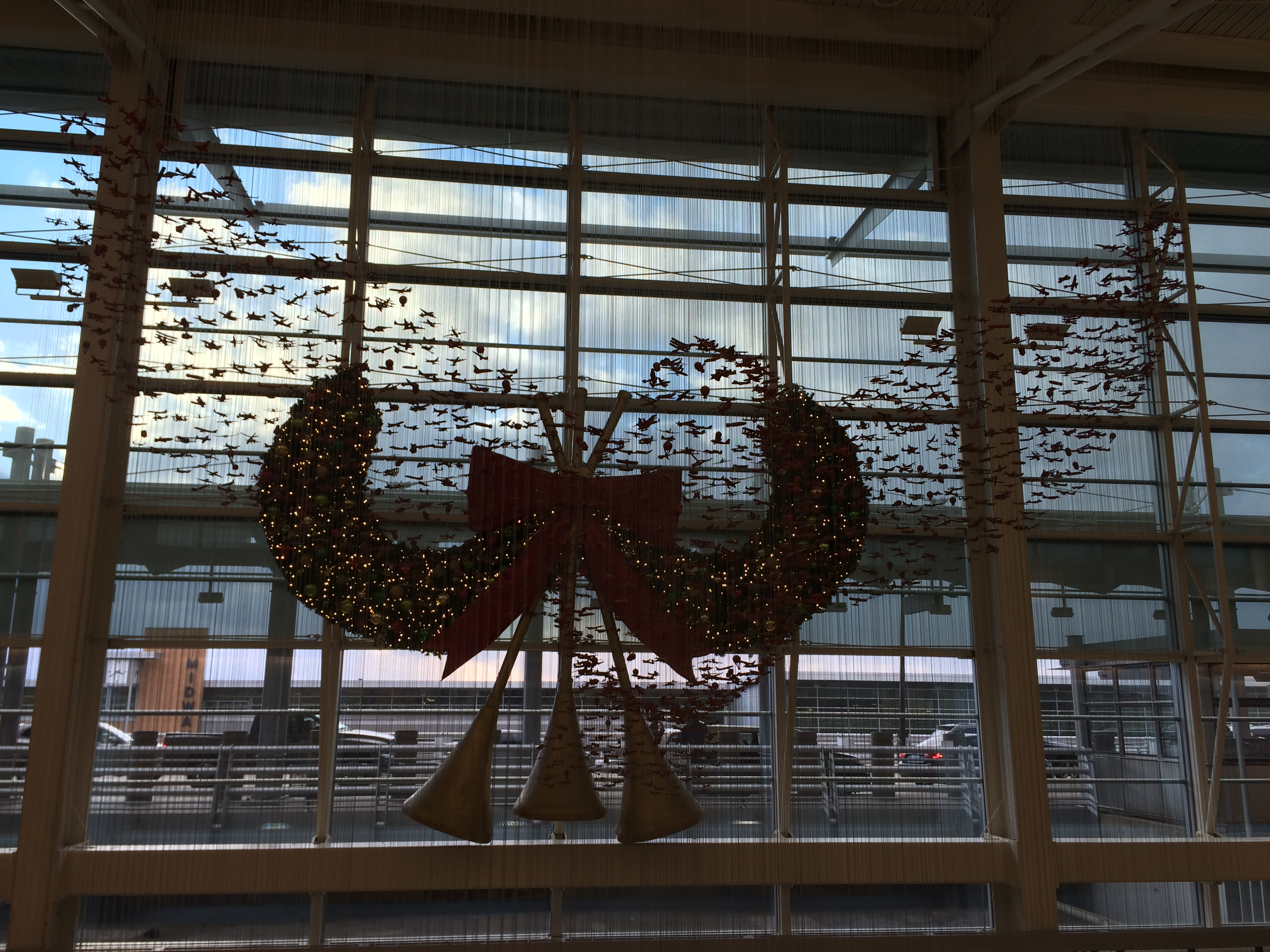
منحوته في شيكاغو - ميدواي

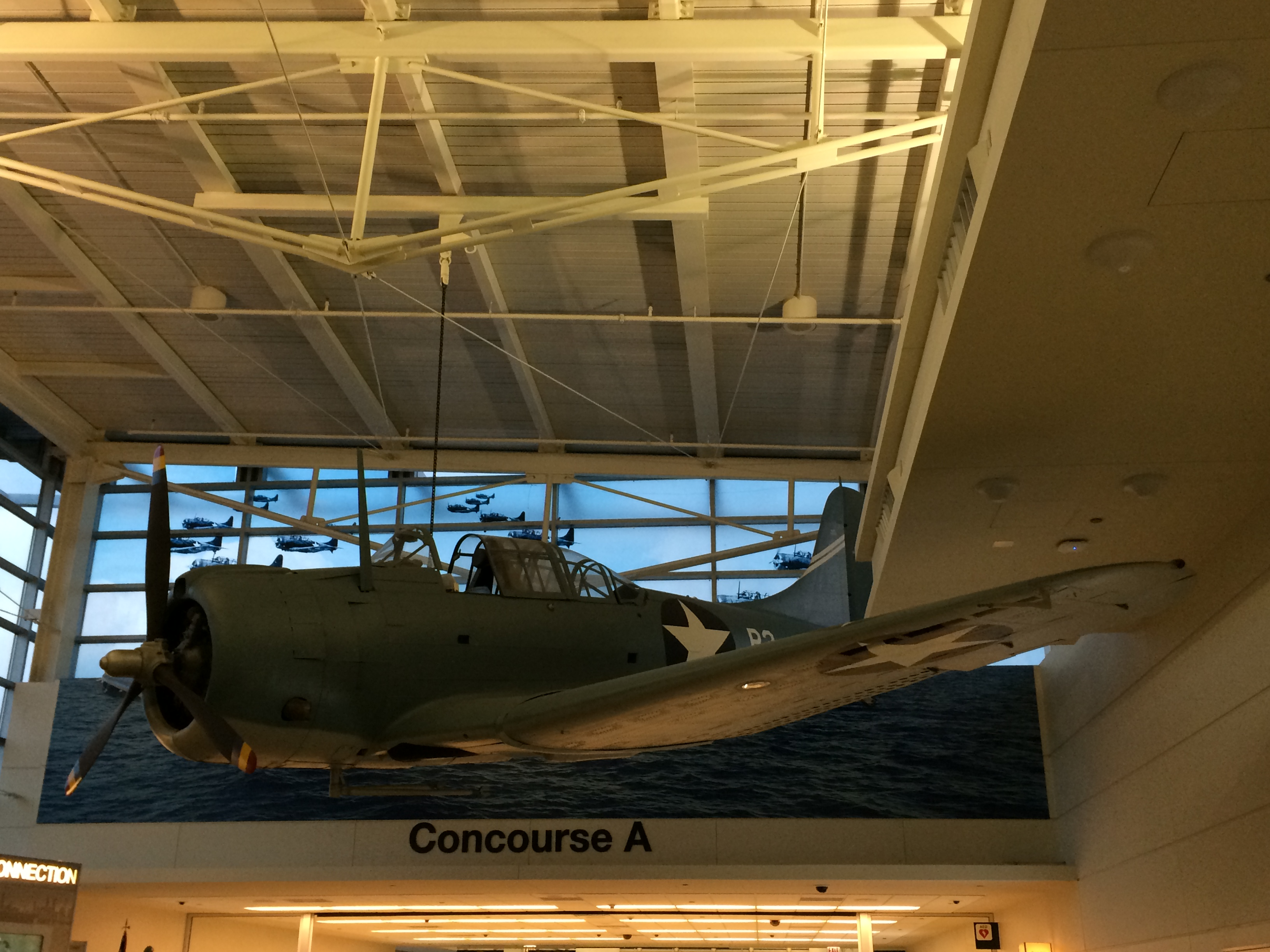
دوغلاس إس بي دي دونتليس على عرض ثابت كجزء من نصب ميدواي التذكاري

### التاريخ المبكر (1923-1962)
كان يُسمى في الأصل حديقة شيكاغو الجويه،  وتم بناء مطار ميدواي على مساحة 320 أكر (130 ها) وخطط في عام 1923 مع مدرج جمرة واحد وهدفه الاساسي رحلات البريد الجوي. وفي عام 1926، استأجرت المدينة المطار وأطلقت عليه اسم مطار شيكاغو المحلي في 12 ديسمبر 1927. بحلول عام 1928، كان المطار يحتوي على اثني عشر حظيرة وأربعة مدارج مضاءة للعمليات الليلية.
ونشب حريق كبير في وقت مبكر من يوم 25 يونيو 1930، مما أدى إلى تدمير حظيرتين و 27 طائرة، «12 منها طائرات ركاب ثلاثية المحرك». وقدرت الخسائر بأكثر من مليوني دولار. وكانت حظائر الطائرات المدمرة تابعة لشركة يونيفرسال آير لاين. و Gray Goose Airlines ، والأخيرة مستأجرة لشركة Stout Air Lines . وقد حدث الحريق عقب انفجار لسبب غير محدد في حظيرة يونيفرسال.

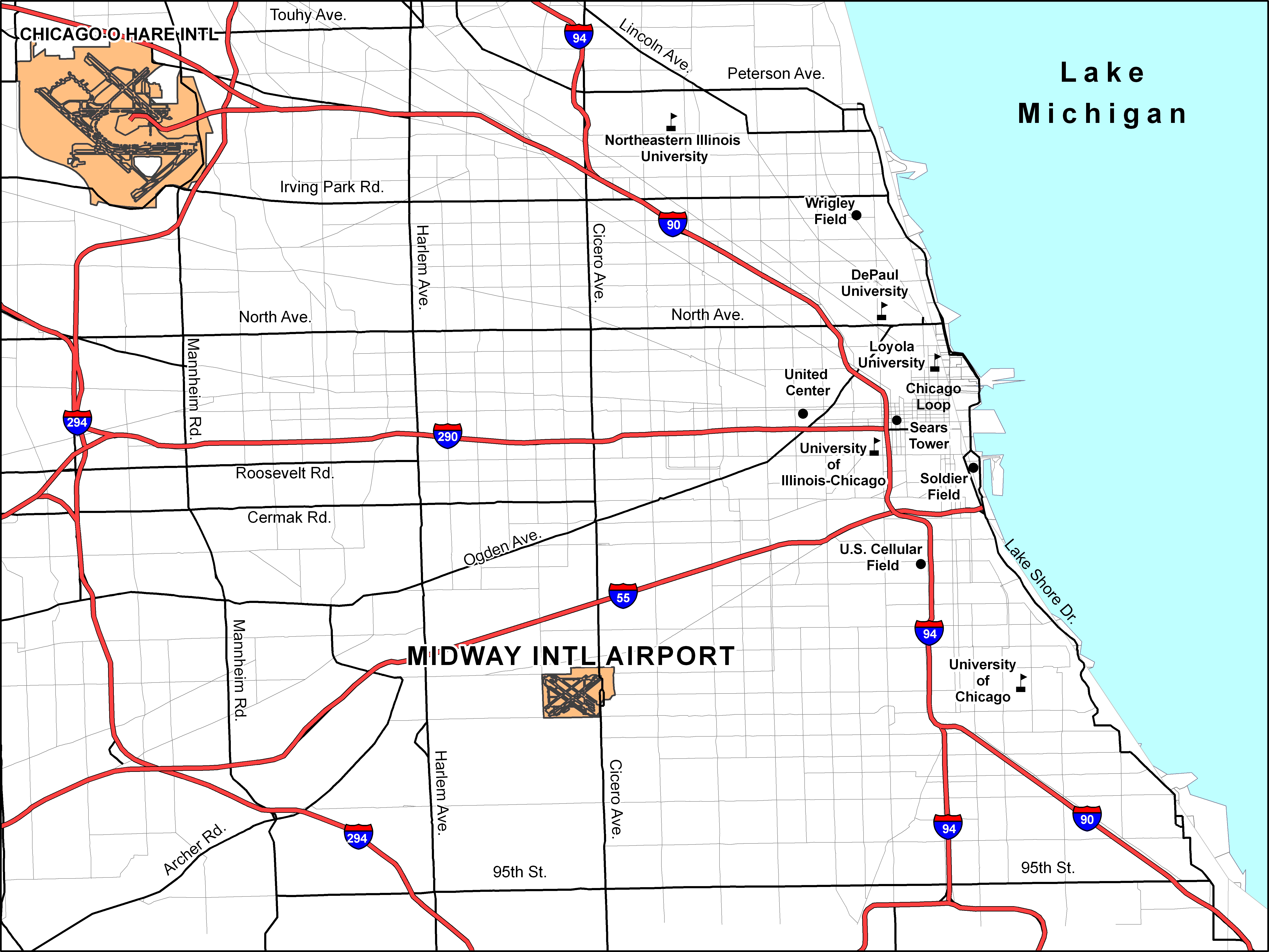
منطقة شيكاغو ، وتتميز بمطارات شيكاغو ميدواي وأوهير الدولية

في عام 1931، تم افتتاح محطة ركاب جديدة في شارع 62 ؛  في العام التالي، ادعى المطار أنه «الأكثر ازدحامًا في العالم» مع أكثر من 100846 مسافرًا على 60947 رحلة. (ويوضح دليل الطيران الرسمي لشهر يوليو 1932 (OAG) 206 رحلة طيران مجدولة في الأسبوع.)
تم تمويل المزيد من البناء جزئيًا بمبلغ مليون دولار من إدارة تقدم الأشغال. وتم توسيع المطار لملء الميل المربع في 1938-1941 بعد أن أمرت المحكمة سكة حديد شيكاغو وغرب إنديانا بإعادة توجيه المسارات التي عبرت الميدان على طول الحافة الشمالية للحقل الأقدم.
يُظهر دليل الطيران الرسمي في مارس 1939 مغادرة الطائرات في 47 يومً من الاسبوع غير يومي السبت والاحد: 13 في يونايتد، و 13 في أمريكا، و 9 TWA ، و 4 شمال غربًا، و 2 في الشرق، و 2 في برانيف، و 2 في وسط بينسيلفينيا، و 2 في C&amp;S. وكان مطار نيويورك (نيوارك ثم لاغوارديا بنهاية عام 1939) في ذلك الوقت أكثر مطارات الطيران ازدحامًا في الولايات المتحدة، ولكن ميدواي تجاوز لاغوارديا في عام 1948 واحتفظ بصدارة حتى عام 1960. وتم تزويد الرحلة اليابانية-واشنطن التي حطمت الرقم القياسي عام 1945 بطائرات B-29 بتعبئة الوقود في المطار في طريقها إلى واشنطن العاصمة.
في يوليو 1949 أعيدت تسمية المطار بـميدواي بعد معركة ميدواي. في ذلك العام شهد ميدواي 3.2 مليون مسافر بلغ عدد الركاب ذروته عند 10 ملايين في عام 1959. ويُظهر الرسم البياني الموجود في مخطط نهج C&GS لشهر يناير 1951 أربعة أزواج متوازية من المدارج، جميعها 4240 قدم أو أقل باستثناء مدرج 13ر 5730 قدمًا (المدرج الحالي 13 درجة مئوية) ومدرج 4ر 5230 قدمًا.
يُظهر دليل الطيران الرسمي في أبريل 1957 مغادرة الطائرات في 414 يومً من أيام الأسبوع غير السبت والاحد من ميدواي: 83 أمريكا، 83 يونايتد، TWI 56، العاصمة 40، وسط الشمال 35، ديلتا 28، الشرق 27، الشمال الغربي 22، أوزارك 19، برانيف 11، عبر كندا 5، وسط البحيرة 5. والخطوط الجوية الفرنسية، ولوفتهانزا، وريال (البرازيلية) لديها عدد قليل من الرحلات في الأسبوع. وكان ميدواي ينفد من حظائر الطائرات ولم يستطع التعامل مع طائرات 707 و DC-8 التي ظهرت في عام 1959 ؛ وكان على كل رحلة طائرة نفاثة في شيكاغو استخدام محطة أوهير، الذي تم افتتاحه لشركات الطيران في عام 1955. وكان من الممكن أن تستمر ايلكتراس وفيسكونت في الطيران من ميدواي، ولكن تم افتتاح محطة أوهير الجديدة في عام 1962، مما سمح لشركات الطيران بتوحيد رحلاتها. ومن يوليو 1962 حتى عودة يونايتد في يوليو 1964، كانت شركة الطيران الوحيدة المنتظمة في ميدواي هي شيكاغو هيليكوبتر. وفي أغسطس 1966 كان من المقرر وصول 4 طائرات، جميعها من نوع يونايتد 727 (يونايتد كان وحيدًا في ميدواي حتى أوائل عام 1968).

### إعادة الإعمار ما بعد أوهير (1963-1993)
بحلول عام 1967، بدأت إعادة الإعمار في المطار، بإضافة ثلاث صالات جديدة مع 28 بوابة وثلاثة عدادات تذاكر،  وفي عام 1968 استثمرت المدينة 10 ملايين دولار في أموال التجديد. (لبضعة أشهر خلال تجديد 1967 لم يكن لدى ميدواي رحلات طيران مجدولة.) ودعمت الأموال جزئيًا بناء طريق Stevenson Expressway ، وشهدت ميدواي عودة شركات الطيران الرئيسية في ذلك العام، مع 1،663،074 راكبًا  على متن طائرات نفاثة ثنائية وطائرات نفاثة ثلاثية ذات سعة أصغر وأقصر مدى مثل McDonnell Douglas DC-9 ، BAC One-Eleven وBoeing 727 وBoeing 737 التي يمكن أن تستخدم مدارج ميدواي، والتي لم تستطع استخدامها Boeing 707 وDouglas DC-8 . وفي مايو 1968، كان هناك 22 رحلة مغادرة مجدولة: ستة طائرات: يونايتد 727 إلى MSP و DCA و LGA ، و 12 رحلة شمال غرب 727 إلى MSP و CLE ، وواحدة من طراز Delta DC-9 إلى STL وثلاث طائرات Ozark FH227.
يُظهر دليل الطيران الرسمي في ديسمبر 1970 وصول الطائرات في 86 يومً من أيام الاسبوع غير السبت والاحد (77 طائرة) على 13 شركة طيران من 31 مطارًا،  ولكن في أغسطس 1974 كانت 14 (جميعهم نفاثات) على أربع شركات طيران، وفي 1976-1979 كان لدى ميدواي طائرتان فقط أو ثلاث طائرات من طراز Delta DC-9s من سانت لويس. واصلت شركة خطوط ميدواي الجوية في 31 أكتوبر 1979، رحلاتها بطائرات DC-9 بدون توقف إلى مدينة كانساس سيتي وديترويت وكليفلاند ليكفرونت؛ وتوسعت بشكل كبير في الثمانينيات. ويُظهر الجدول الزمني لشهر سبتمبر 1989 مغادرة طائرات في 117 يومًا من أيام الأسبوع غير السبت والاحد إلى 29 مدينة، بالإضافة إلى 108 رحلة مغادرة على شركات النقل التابعة لها إلى 22 مدينة أخرى. وتوقفت ميدواي عن الطيران في عام 1991 بسبب بعض المشاكل المالية.
وفي عام 1982، اشترت مدينة شيكاغو مطار ميدواي من مجلس شيكاغو للتعليم مقابل 16 مليون دولار. وبعد ثلاث سنوات، بدأت شركة ساوث ويست إيرلاينز عملياتها في ميدواي. كانت ميدواي مدينة مركزية لشركة فانجارد إيرلاينز من 1997 إلى 2000.
وأزاحت هيئة النقل في شيكاغو كارلتون ميدواي إن يفتح محطة CTA جديدة في المطار في 31 أكتوبر 1993، للخط البرتقالي الجديد لشيكاغو "L" الذي ربط ميدواي لـ لوب. ومطار ميدواي هو نهاية الخط الذي يعبر الجزء الجنوبي الغربي من المدينة قبل أن يدور حول لوب. وعلى عكس CTA Blue Line ، الذي يعمل على مدار 24 ساعة في اليوم، كل يوم، يعمل الخط البرتقالي من حوالي الساعة 4:00 صباحا حتى 1:00 صباحًا، لمدة 24 ساعة، بمتوسط فترات 8 دقائق. وخلال فترات الليل، تتوفر حافلة N62 آرتشر كبديل بعد مغادرة القطار تستغرق الرحلة من ميدواي إلى لوب حوالي 25 دقيقة.

### سنوات ATA بين 1994-2008
وفي عام 1996، بعد الفشل في الحصول على مطار بحيرة كالوميت وتلقيه انتقادات شديدة لفكرة تحويل المطار إلى حديقة صناعية، أعلن عمدة شيكاغو ريتشارد إم دالي عن برنامج تطوير مبنى المطار في منتصف الطريق، والذي تم إطلاقه في العام التالي. في ذلك الوقت، وكان أكبر مشروع عاموفي الولاية. وتم افتتاح مرآب لسيارات في مطار ميدواي في عام 1999، مما أدى إلى توفير مواقف مغطاة للسيارات في المطار لأول مرة. ويرتبط المرآب بمبنى محطة ميدواي للوصول بسهولة إلى عدادات التذاكر ومناطق استلام الأمتعة.
استمرارًا لمشروع التوسعة، تم بناء جسر للمشاة فوق شارع سيسيرو في عام 2000، ليربط المحطة الجديدة بالصالات الجديدة. وفي عام 2001 (الـ 900,000 قدم مربع (84,000 م2) الجديدة تم افتتاح مبنى محطة المطار في منتصف الطريق، مع عدادات تذاكر أكبر، ومناطق واسعة لاستلام الأمتعة، ومعلومات عن المسافرين، ومسافة قصيرة سيرًا على الأقدام من البوابات. وافتتحت قاعة الطعام مع خيارات الطعام والتجزئة على طراز شيكاغو. ومساحتها 50,000 قدم مربع (4,600 م2)
وتوج مشروع التوسعة بفترة قصيرة من التنوع الكبير في شركات الطيران في ميدواي حيث قامت شركة فانجارد إيرلاينز والخطوط الجوية الوطنية وإيرتران إيرويز بتوسيع خدماتها إلى المطار.
واستحوذت ATA Airlines (ATA) على Chicago Express Airlines ، المعروف أيضًا باسم ATA Connection ، الذي كان مركزه الرئيسي في ميدواي. وكانت شيكاغو إكسبريس بمثابة شركة طيران إقليمية تربطها بالمطارات حول مناطق البحيرات العظمى.
وفي أعقاب هجمات 11 سبتمبر، التي أدت إلى انخفاض في خدمة الركاب، إلى جانب مشاكل أخرى للخطوط الطيران الجوية، توقفت كل من Vanguard و National عن العمل في ميدواي وأصبحت متوقفة في عام 2002، مع حل MetroJet وإعادة تشكيله الي الخط الرئيسي في أواخر عام 2001 للخطوط الجوية الأمريكية.
وفي عام 2002، رحبت ميدواي بعودة الخدمة الدولية بعد غياب دام 40 عامًا مع افتتاح مرفق خدمة التفتيش الفيدرالي الجديد في الصالة أ.[هل المصدر موثوق به؟] 
في يونيو 2004، احتفل العمدة دالي ومسؤولو الخطوط الجوية باستكمال برنامج تطوير المحطة. الذي نتج عن المشروع، الذي صممه HNTB  ، وإضافة 14 بوابة (من 29 إلى 43). وتم افتتاح مرآب سيارات اقتصادي جديد يتسع لـ 6300 سيارة، بما في ذلك جسر جديد وطريق للحافلات التي تنقل الركاب من وإلى المحطة، وافتتح في ديسمبر 2005.
بالتزامن مع توسع ميدواي، بدأت شركة الخطوط الجوية ATA في التوسع السريع في ميدواي في أوائل العقد الأول من القرن الحادي والعشرين، وكانت مهيمنه في المطار قبل عام 2004، باستخدام 14 بوابة من أصل 17 في الصالة أ. ومع ذلك، بعد أن أعلنت شركة الطيران إفلاسها في أكتوبر 2004، انخفضت الخدمة المجدولة من ميدواي بشكل ملحوظ.
ولأكثر من 16 عامًا، كانت ميدواي هي المحور الرئيسي لشركة ATA التي تتخذ من إنديانابوليس مقراً لها، ولكن تم إغلاق شركة الطيران في 7 يونيو 2008. وفي وقت سابق، أعلنت شركة الطيران عن إفلاسها في أبريل 2008 ؛ في 3 أبريل 2008، أوقفت ATA Airlines جميع عملياتها.
وفي نوفمبر 2008، كانت خطوط بورتر الجوية، التي تطير بين ميدواي ومطار بيلي بيشوب تورنتو سيتي، هي الطريق الدولي الوحيد الذي يخدم من شيكاغو-ميدواي بعد توقف شركة إيه تي إيه إيرلاينز، التي كانت تقوم برحلات إلى المكسيك، في أبريل من ذلك العام. وفي 13 ديسمبر 2010، بدأت شركة النقل الثانية، Volaris ، الرحلات الجوية بين Guadalajara وميدواي.
وبدءًا من أوائل عام 2009، أضاف مشروع إنشاء ممرًا جديدًا وقاعة طعام في الصالة أ. كما قام المشروع أيضًا بتوصيل البوابات A4A و A4B بالصالة الرئيسية أ. وتم الانتهاء من التوسعات في ربيع عام 2010.

### محاولات الخصخصة
نظرت شيكاغو في خصخصة المطار، لكن الصفقات فشلت في عامي 2009 و 2013.
في 20 أبريل 2009، 2.5 بليون دولار أصبحت صفقة لخصخصة المطار عبر عقد إيجار لمدة 99 عامًا عندما لم يتمكن التحالف من جمع التمويل. وكانت المدينة ستحتفظ بـ 125ومليون دولار كادفعة أولى. ويتألف التحالف الذي يعمل تحت اسم Midway Investment and Development Company LLC من Vancouver Airport Services وCiti Infrastructure Investors وفي بوسطن John Hancock Life Insurance. وتم منح العقد في أكتوبر 2008 من قبل مجلس المدينة، الذي صوت 49-0 للموافقة عليه. وكان التحالف سيفتح المطار ويجمع رسوم مواقف السيارات في المطار، والذين تنازلو عن اشيائهم، ورسوم مرافق الركاب. ومع ذلك، كانت شيكاغو ستواصل تقديم خدمات الإطفاء والشرطة. وفي عام 2010، ظهر شعار جديد، أطلق على المطار: المطار الأكثر ازدحامًا في العالم.
وفي سبتمبر 2013، أنهى العمدة رام إيمانويل مفاوضات جديدة لخصخصة المطار، مشيرًا إلى أن العملية لم تعد تنافسية بعد انسحاب أحد المرشحين النهائيين. والوحيد لمتبقي هو Great Lakes Airport Alliance - شراكة بين Macquarie Infrastructure و Real Assets و Ferrovial . وكان Macquarie أحد المستثمرين في Chicago Skyway. وكانت المجموعة التي تراجعت هي مجموعة ضمت إدارة الصناديق الصناعية ومقرها أستراليا ومجموعة مطارات مانشستر . وقد قُدرت قيمة اقتراح منطقة البحيرات العظمى بملياري دولار وكان سيشمل عقد إيجار لمدة 40 عامًا.

### برنامج التحديث
بدأ البناء في 2018 لتوسعات الحاجز الأمني ومرآب السيارات الرئيسي. ويتم توسيع الجسر الذي يمتد عبر شارع Cicero Ave من 50 قدمًا إلى أكثر من 400 قدم، مما يسمح بما يصل إلى 17 ممرًا أمنيًا وقائمة انتظار مبسطة. ونظرًا لافتتاح المحطة الحالية قبل بضعة أشهر فقط من هجمات 11 سبتمبر، سرعان ما أصبحت المنطقة الأمنية صغيرة جدًا بالنسبة لإجراءات الفحص الجديدة واضطرت بعد ذلك إلى التوسع إلى الداخل، وتم أخذ المساحة من الصالات. وسيتم إعادة تطوير المساحة التي يتم استصلاحها عن طريق نقل الأمن إلى الخارج داخل الجسر مع توسيع قاعة الطعام المركزية. ويتم تمديد مرآب السيارات الرئيسي باتجاه الشرق فوق مسارات CTA L لإضافة 1500 مكان وتبسيط طريق الدخول. وبالإضافة إلى قاعة الطعام المركزية التي أعيد تطويرها، سيتم فتح خيارات امتياز جديدة على مراحل بما في ذلك قاعة الطعام في الصالة أ باستخدام مساحة غير مستخدمة سابقًا تم بناؤها خلال عام 2010 لإعادة بناء ممر توصيل البوابة A4A / B. والبرنامج هو أكبر مشروع تحسينات رأسمالية في المطار منذ إعادة تطوير مبنى الركاب عام 2001، ومن المقرر أن يكتمل في شتاء 2019-2020.

## خدمات

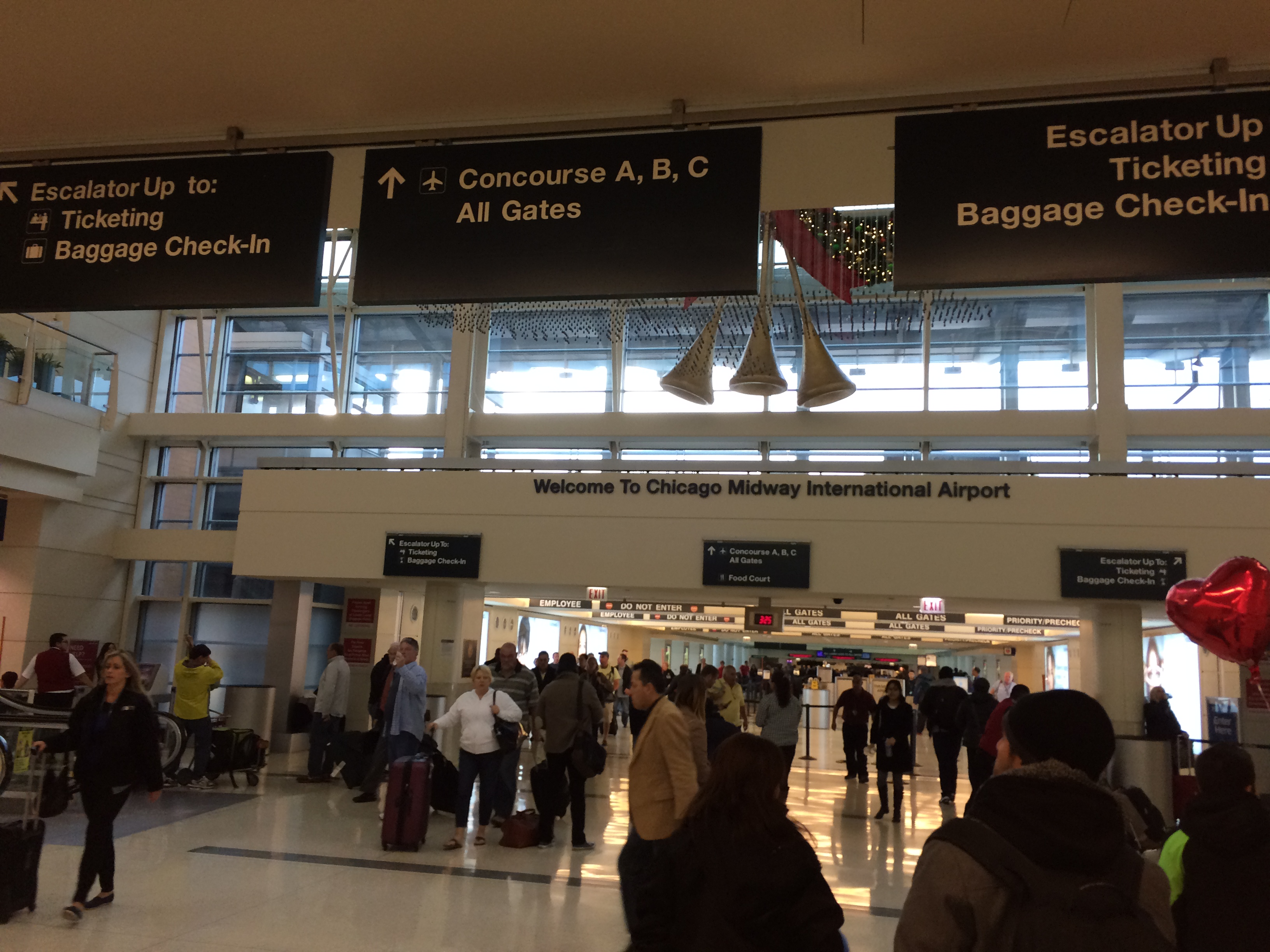
الممر الرئيسي في شيكاغو - ميدواي

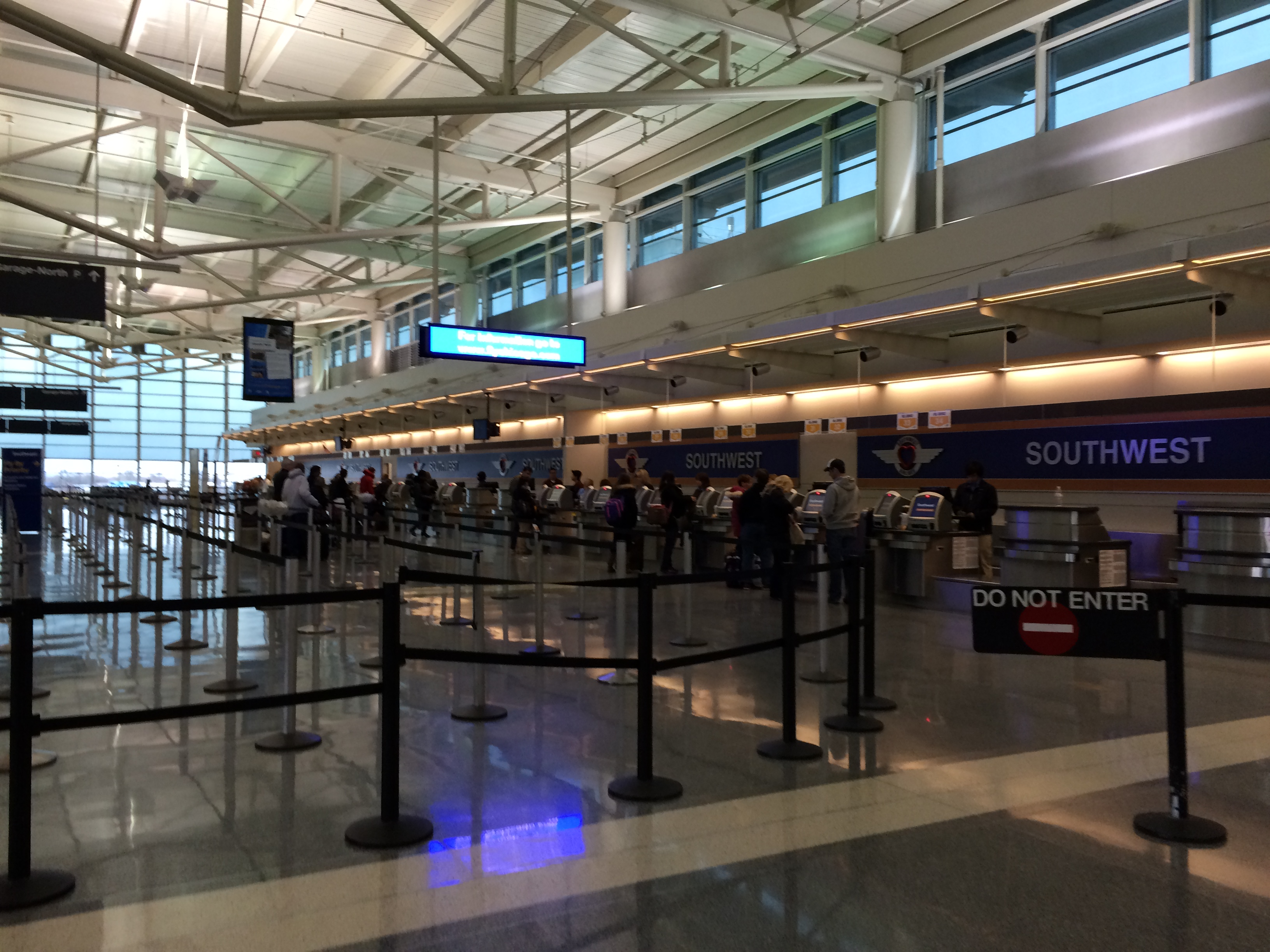
عدادات التذاكر لتاكيد الدخول لخطوط ساوث ويست إيرلاينز

كانت جميع المحطات وحظائر الطائرات في محيط المربع. وبحلول أواخر السبعينيات من القرن الماضي، تم إغلاق أزواج مدارج الهبوط الأقصر بين الشمال والجنوب والشرق والغرب، على الرغم من تحويل بعضها إلى ممرات مساعدة. لا تزال المدرجات الأربعة الأخرى قيد الاستخدام، وكلها قوية ومعززة، وبنفس الطول تقريبًا كما هو الحال دائمًا. وتمت إضافة مدرج قصير (13R / 31L) للطائرات الخفيفة في عام 1989.
ويغطي مطار شيكاغو ميدواي الدولي ما يزيد قليلاً عن ميل مربع واحد (650 أكر (260 ها)) وله خمسة مدرجات:
- 13C/31C: 6,522 by 150 قدم (1,988 م × 46 م), air carrier runway, ILS-equipped
- 4R/22L: 6,445 by 150 قدم (1,964 م × 46 م), air carrier runway, ILS-equipped
- 4L/22R: 5,507 by 150 قدم (1,679 م × 46 م), general aviation and air taxi
- 13L/31R: 5,141 by 150 قدم (1,567 م × 46 م), general aviation and air taxi.
- 13R/31L: 3,859 by 60 قدم (1,176 م × 18 م), light aircraft only.

إن ميدواي محاط بالمباني وبعض من التطويرات الأخرى، لذلك يتم إزاحة عتبات هبوط المدارج لتوفير مجال لإزالة العقبات. وتضمن FAA وشركات الطيران السلامة من خلال الالتزام بحدود الحمل المحسوبة والحد الأدنى لحالات طقس المختلفة. وبسبب عتبات الهبوط المزاحة، فإن المدارج لها مسافات أقصر للهبوط مقارنة بالإقلاع. مدرج 13C / 31C أطول مدرج، لديه مسافة هبوط متاحة تبلغ 6,059 قدم (1,847 م) في الاتجاه الجنوبي الشرقي، و 5,826 قدم (1,776 م) إلى الشمال الغربي. وأكبر طائرة نراها عادة في ميدواي هي بوينج 757 . وفي العادة، تقلع الطائرات التجارية وتهبط على مدارج 4R / 22L و 13C / 31C. ويتم استخدام المدارج الأخرى من قبل الطائرات الأصغر، ووفقًا لملحق مخطط FAA الأمريكي، يُحظر استخدام الطائرات التجارية الكبيرة إلا في حالات الطوارئ.

### صالة
تمتلك ميدواي 43 بوابة للطائرات في ثلاث نقاط إلتقاء.
- تحتوي الصالة A على 19 بوابات.
- تحتوي الصالة B على 26 بوابات.
- تحتوي الصالة C على 3 بوابات.

## إحصائيات

### أهم الوجهات
| مرتبة | مدينة                             | ركاب   | الناقلون            |
| ----- | --------------------------------- | ------ | ------------------- |
| 1     | أورلاندو فلوريدا                  | 363000 | جنوب غرب            |
| 2     | لاس فيغاس، نيفادا                 | 356000 | جنوب غرب            |
| 3     | فينيكس-سكاي هاربور ، أريزونا      | 344000 | جنوب غرب            |
| 4     | أتلانتا ، جورجيا                  | 329000 | دلتا، الجنوب الغربي |
| 5     | دنفر، كولورادو                    | 292000 | جنوب غرب            |
| 6     | دالاس لوف، تكساس                  | 266000 | جنوب غرب            |
| 7     | تامبا ، فلوريدا                   | 236000 | جنوب غرب            |
| 8     | مينيابوليس / سانت. بول ، مينيسوتا | 218000 | دلتا، الجنوب الغربي |
| 9     | هيوستن هوبي، تكساس                | 217000 | جنوب غرب            |
| 10    | فورت مايرز، فلوريدا               | 199000 | جنوب غرب            |

| مرتبة | مطار                            | ركاب   | الناقلون          |
| ----- | ------------------------------- | ------ | ----------------- |
| 1     | تورنتو - بيلي بيشوب، كندا       | 168723 | خطوط بورتر الجوية |
| 2     | كانكون في المكسيك               | 167180 | جنوب غرب          |
| 3     | موريليا، المكسيك                | 88323  | فولاريس           |
| 4     | غوادالاخارا، المكسيك            | 82210  | فولاريس           |
| 5     | مونتيغو باي ، جامايكا           | 79222  | جنوب غرب          |
| 6     | بونتا كانا، جمهورية الدومينيكان | 71,169 | جنوب غرب          |
| 7     | ليون / ديل باجيو، المكسيك       | 44691  | فولاريس           |
| 8     | زاكاتيكاس، المكسيك              | 36375  | فولاريس           |
| 9     | دورانجو، المكسيك                | 24,023 | فولاريس           |
| 10    | كويريتارو، المكسيك              | 21369  | فولاريس           |

### حصة سوق شركات الطيران
| مرتبة | شركة طيران            | ركاب      | النسبة المئوية لحصة السوق |
| ----- | --------------------- | --------- | ------------------------- |
| 1     | خطوط ساوث ويست الجوية | 11.593000 | 96.51٪                    |
| 2     | خطوط دلتا الجوية      | 214000    | 1.78٪                     |
| 3     | سكاي ويست             | 161000    | 1.34٪                     |
| 4     | إنديفور للطيران       | 15,760    | 0.13٪                     |

## احداث الحوادث
في 8 ديسمبر 1972، تحطمت طائرة يونايتد إيرلاينز الرحلة 553 ، بوينج 737-200 ، في منطقة سكنية خارج ميدواي أثناء الهبوط. وقتل في تحطم الطائرة 43 من بين 61 كانوا على متنها واثنان من المنطقة السكنية. وكانت دوروثي هانت، زوجة متآمر ووترغيت إي هوارد هانت، من بين الضحايا على متن الطائرة. وكانت تحمل 10000 دولار نقدًا. وزعم جيمس ماكورد أنها زودت المتهمين في ووترجيت بالمال لتغطية النفقات القانونية.
وبعد 33 عامًا بالضبط، في 8 ديسمبر 2005، رحلة طيران ساوث ويست رقم 1248، انزلقت طائرة بوينج 737-700 قادمة من مطار بالتيمور واشنطن الدولي في بالتيمور ، ماريلاند، من المدرج أثناء محاولتها الهبوط في المطار في عاصفة ثلجية كثيفة. اخترقت الطائرة السياج الفاصل للمطار، وتوقفت عند تقاطع شارع 55 والشارع المركزي المحاذي للمطار في الزاوية الشمالية الغربية. وقد قُتل صبي يبلغ من العمر 6 سنوات بينما كان راكبًا في سيارة صدمتها الطائرة عندما كانت تنزلق في الشارع قبل ان تتوقف.
| Date               | Registration | Aircraft         | Carrier                       | Location                         | Summary |
| ------------------ | ------------ | ---------------- | ----------------------------- | -------------------------------- | --- |
| May 31, 1936       | NC14979      | DC-2             | Trans World Airlines          | -                                | عند الاقتراب من مهبط الطائرات الغربي (المسمى لاحقا المدرج 27L)، تحطم محرك 1، وهبوب رياح قوية، وتحطمت على بعد نصف ميل شرق الحقل. ونجا الجميع.                                                       |
| December 4, 1940   | NC25678      | DC-3A            | United Airlines               | 6356 S. Keating Ave.             | فقد الطيار الرئيا بسبب الطقس السيئ وتحطمت الطائرة عند اقترابه للهبوط مما أدى إلى وفاة عشرة أشخاص.                                                                                                  |
| May 20, 1943       | 42–7053      | B-24E            | U.S. Army Air Force           | 3625 W. 73rd St.                 | عند الاقتراب من المدرج، كان مرتبك بسبب الطقس السيئ، ضرب خزان تخزين الغاز الضخم على بعد 2.5 ميل (4.0 كم) جنوب شرق. وسبب 12 حالة وفاة على متن الطائرة والمدرج                                        |
| September 26, 1946 | NC19939      | DC-3             | Trans World Airlines          | West of 96th Ave. at 97th St.    | تصادم في الجو مع طائرة بوينغ PT-17، التي تحطمت، مما أسفر عن مقتل اثنين. وذهبت DC-3 إلى ميدواي. |
| July 2, 1946       | NC28383      | DC-3             | Trans World Airlines          | -                                | تحطمت على بعد 1.5 ميل (2.4 كم) شمال شرق المدرج. نجا الجميع |
| March 10, 1948     | NC37478      | DC-4             | Delta Air Lines               | 5000 W. 55th St.                 | أقلعت الطائرة من 36R ، على ارتفاع 150 قدما (46 مترا) عموديا، وسقطت عاموديا على ارتفاع 500 قدم (150 مترا)، تحطمت في شارع 55th St. 12 حالة وفاة                                                      |
| March 26, 1949     | NC90736      | DC-6             | American Airlines             | -                                | ضربت الطائرة خطوط الكهرباء عند الهبوط. نجا الجميع |
| December 8, 1949   | NC86501      | L-049            | Trans World Airlines          | -                                | هبطت الطائرة بعيدا جدا 13R ، حطمت السياج وعبرة خلاله، وانتهى بها المطاف في شارع 63 وشيشرون. نجا الجميع                                                                                             |
| January 4, 1951    | N79982       | C-46             | Monarch Airlines              | -                                | حاولت الطائرة الاقلاع مع حمل ثقيل جداً 31L ، فواجهة صعوبة في الاقلاع ، وتحطمت على خطوط السكك الحديدية على بعد نصف ميل شمال شرق. نجا الجميع                                                          |
| September 16, 1951 | N74689       | C-46             | Peninsula Transport           | -                                | هبطت الطائرة على بعد 500 ياردة (460 مترا) في شمال شرق شارع 63 وهارلم. ونجا الجميع. |
| March 3, 1953      | N6214C       | L-1049           | Eastern Airlines              | On field                         | هبطت 31L ، وانهارت العتاد ، فانزلقت جنوب غرب نحو مدرسة هيل. نجا الجميع |
| July 17, 1955      | N3422        | Convair 340      | Braniff International Airways | On field                         | الطائرة اصتدمت محطة وقود عندما كانت تهبط 13R ، فانقلبت ، وتحطمت. 22 حالة وفاة. |
| August 5, 1955     | N74601       | Boeing 377       | Northwest Airlines            | -                                | هبطت الطائرة 31L ، ولكن لم تستطع أن تتوقف ، فحطمت السياج وعبرته وتوقفت في شارع 55th والمنطقة الوسطى. نجا الجميع                                                                                    |
| February 20, 1956  | N7404        | Vickers Viscount | Capitol                       | On field                         | هبطت الطائرة على 31R ، وتخبطت في 300 قدم (91 مترا) بسبب قلة مسافة العتبة. ونجا الجميع. |
| March 15, 1959     | N94273       | Convair 240      | American Airlines             | -                                | غابت الطائرة عن الأنظار 31L وعند الاقتراب ، تحطمت في ساحة السكك الحديدية على بعد نصف ميل جنوب الحقل. ونجا الجميع.                                                                                  |
| November 24, 1959  | N102R        | L-1049H          | Trans World Airlines          | Came to rest 63rd and Kilpatrick | غادرت الطائرة 31L ، واشتعلت النار في المحرك رقم 2، ودارت لتهبط 31L ، وتحطمت على بعد 0.2 ميل (0.32 كم) جنوب شرق الحقل. وقتل جميع الأشخاص الثلاثة الذين كانوا على متنها.                             |
| September 1, 1961  | N86511       | L-049            | Trans World Airlines          | -                                | غادرت الطائرة ميدواي ، وفقدت مسمار المصعد ، وتحطمت بالقرب من هينسديل ، إلينوي ، مما أدى إلى وفاة 78 شخصا.                                                                                          |
| December 8, 1972   | N9031U       | 737-200          | United Airlines               | 71st and Springfield             | هبطت الطائرة على ارتفاع منخفض جدا عند اقترابها من 31L (الآن 31C) واصطدمت بالمنازل ، وتحطمت على بعد 1.25 ميل (2.01 كم) جنوب شرق المطار ، مما تسبب في مقتل 43 شخصا على متن الطائرة واثنين من السكان. |
| March 25, 1976     | N1EM         | Lockheed Jetstar | Executive                     | On field                         | حاول الطيار، غير مألوف مع الطائرة الإقلاع على 13R (الآن 13C)، ولم ينجح في الاقلاع ، وحطم السياج في شارع 63 وشيشرون. أربع وفيات.                                                                    |
| August 6, 1976     | N9446Z       | TB-25N           | Air Chicago                   | 61st and Moody Avenue            | سوء الصيانة ، وأول رحلة للطائرة منذ عامين. أقلعت 4L ، وفقدت المحرك 2، وتحطمت على بعد 0.4 ميل (0.64 كم) غرب الحقل ، مما أسفر عن مقتل اثنين على متنها وواحد على الأرض.                               |
| December 8, 2005   | N471WN       | 737-700          | Southwest Airlines            | 55th & Central                   | هبطت 31C خلال عاصفة ثلجية، فحطمت السياج وعبرته ، وضربت سيارتيت ، وقتلت طفلا في سيارة في شارع 55th وسنترال افي.                                                                                     |

المصدر: أرشيفات مجلس الطيران المدني ، سجلات NTSB.
ملحوظة: قبل عام 1941، لم يكن للمدارج تسميات رقمية. المدرج المعين الآن 13C / 31C تم تعيينه 13R / 31L من عام 1941 حتى عام 1989، عندما تم بناء Runway 13R / 31L جديد. تم إغلاق مدارج 27L و 27R و 36 L و 36R بحلول عام 1973.